# Robert Urbanek
Robert Urbanek (Polonia, 29 de abril de 1987) es un atleta polaco, especialista en la prueba de lanzamiento de disco, con la que ha logrado ser medallista de bronce mundial en 2015.

## Carrera deportiva
En el Mundial de Pekín 2015 gana la medalla de bronce en lanzamiento de disco, logrando una marca de 65,18 m, y quedando en el podio por detrás de su compatriota el también polaco Piotr Małachowski y del belga Philip Milanov.